# Embalse de Marismilla
El embalse de Marismilla se encuentra ubicado en el término municipal de Nerva, en la provincia de Huelva (España), situado al sur del núcleo de Nerva y a poca distancia también del núcleo de Minas de Riotinto. Tiene una superficie de 9,5 hectáreas y una capacidad de almacenaje de 460.000 metros cúbicos.

## Historia
En 1878 se puso en marcha la construcción del embalse de Marismilla por parte de la Rio Tinto Company Limited (RTC), con el objetivo de garantizar el abastecimiento de agua para su uso en la cuenca minera de Riotinto-Nerva. La presa se construyó en muro de piedra y hormigón. El agua del río Tinto que se obtenía mediante embalsamiento se utilizó con fines industriales para la obtención de cobre por vía húmeda, inicialmente en la Cementación Planes y, con posterioridad, en la Cementación Naya. A comienzos del siglo XX en las inmediaciones de la presa se levantó la Fundición Bessemer.
En fechas recientes el embalse de Marismilla se encuentra prácticamente vacío, sin reservas de agua, y con unos altos niveles de contaminación.